# Krasnyj Krym
Krasnyj Krym (russisk: Красный Крым – Røde Krim) var en sovjetisk let krydser, der blev påbegyndt bygget i 1913. Som følge af 1. verdenskrig og den russiske revolution lå den først klar til søsætning i 1926. Den blev under 2. verdenskrig brugt af Sovjetunionen under slaget om Odessa og slaget om Sevastopol. I 1954 blev fartøjet taget ud af normal drift og overgik til uddannelsesformål, inden det i 1959 blev hugget op.
Krydseren hed oprindeligt Svetlana, men efter revolutionen kom den til at hedde Profintern. Selv om skibet blev søsat i 1926, havde det så mange problemer, at det kom tilbage til dokken, og det kom først i brug i 1928. Det var i begyndelsen armeret med to torpedoaffyringsapparater samt en række kanoner. Krydseren indgik fra begyndelsen i Sovjetunionens østersøflåde, men kom allerede i 1929 til Sortehavet. 
Under 2. verdenskrig udførte den flere succesrige operationer i dette farvand og deltog blandt andet i uskadeliggørelsen af nogle af Rumæniens kystbatterier. Ligeledes var den aktiv i beskyttelse og evakuering af tropper under slaget om Odessa og under slaget om Sevastopol, og senere deltog den i offensive operationer med at landsætte sovjetiske tropper i tyskbesatte områder. I slutningen af 1943 ophørte Krasnyj Krym med aktiv deltagelse, idet Stalin var bange for at miste flere større fartøjer (på det tidspunkt var der mistet tre sådanne fartøjer).